# Kadłub (województwo świętokrzyskie)
Kadłub – osada leśna w Polsce w województwie świętokrzyskim, w powiecie koneckim, w gminie Słupia Konecka.